# Atak na Kapitol Stanów Zjednoczonych
Atak na Kapitol Stanów Zjednoczonych, także: szturm na Kapitol Stanów Zjednoczonych – wydarzenie, które miało miejsce 6 stycznia 2021 roku w Waszyngtonie. Wówczas tysiące zwolenników ustępującego prezydenta Stanów Zjednoczonych Donalda Trumpa w proteście przeciwko wynikom wyborów prezydenckich z listopada 2020 roku, które Donald Trump wielokrotnie wcześniej podważał, wtargnęło do Kapitolu Stanów Zjednoczonych, gdy obie izby Kongresu prowadziły obrady mające potwierdzić zwycięstwo Joe Bidena w wyborach z listopada 2020 roku.
Po dostaniu się do budynku uczestnicy szturmu dopuszczali się licznych aktów wandalizmu i rabunku, zanim po kilku godzinach zostali usunięci przez siły policyjne. Z powodu ataku konieczne było przerwanie obrad izb Kongresu i ewakuacja kongresmenów. W wyniku wydarzeń na Kapitolu śmierć poniosło 5 osób, a co najmniej 138 policjantów zostało rannych. Atak spotkał się ze zdecydowanymi reakcjami sprzeciwu zarówno w Stanach Zjednoczonych, jak i na świecie, doprowadził do wszczęcia procedury impeachmentu wobec Donalda Trumpa, a przez Federalne Biuro Śledcze został uznany za akt krajowego terroryzmu. W wyniku prowadzonego śledztwa w stan oskarżenia postawionych zostało ponad 400 osób.

## Tło

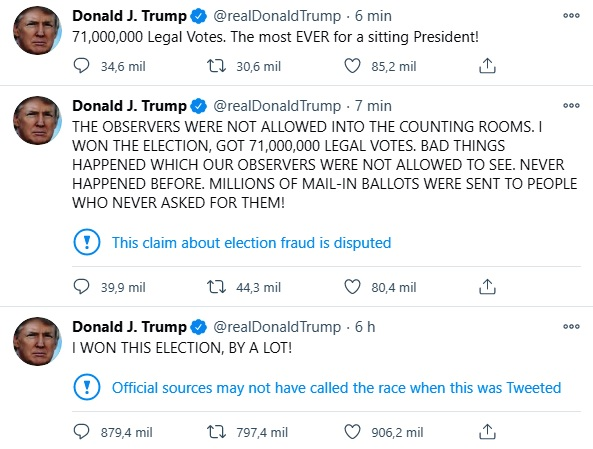
Wpisy Donalda Trumpa w serwisie Twitter z 7 listopada 2020, w których pisze o rzekomych oszustwach wyborczych oraz twierdzi, że to on wygrał wybory. Serwis społecznościowy oznaczył wpisy Trumpa jako niepewne, mogące zawierać fałszywe informacje.

3 listopada 2020 w Stanach Zjednoczonych odbyły się wybory prezydenckie, które wygrał kandydat Partii Demokratycznej Joe Biden, pokonując urzędującego prezydenta Stanów Zjednoczonych Donalda Trumpa zarówno w głosowaniu powszechnym (81,3 mln do 74,2 mln), jak i głosowaniu elektorskim (306 do 232).
Przed, w trakcie oraz po podliczeniu głosów Trump oraz inni republikanie próbowali doprowadzić do unieważnienia wyborów, twierdząc, iż doszło podczas nich do oszustw wyborczych na szeroką skalę. Doniesień tych nie potwierdzili zarówno urzędnicy w każdym z 50 stanów, jak i Departament Sprawiedliwości oraz Departament Bezpieczeństwa Krajowego. Mimo to, Trump oraz jego sojusznicy, w tym kongresmeni z ramienia Partii Republikańskiej, nadal podejmowali próby unieważnienia wyborów, składając co najmniej 60 pozwów, w których podważano prawidłowość przebiegu wyborów oraz liczenia głosów w takich stanach jak Arizona, Georgia, Michigan, Nevada, Pensylwania czy Wisconsin. Choć Trump, jego prawnicy i zwolennicy podtrzymywali swoje tezy w wystąpieniach publicznych, zazwyczaj nie potrafili przedstawić na nie dowodów w sądach. Ostatecznie prawie wszystkie pozwy zostały odrzucone; tylko jedna, wpływająca na niewielką ilość głosów sprawa z Pensylwanii została początkowo rozstrzygnięta na korzyść Trumpa, lecz później orzeczenie to zostało uchylone przez stanowy Sąd Najwyższy.
Poza działaniami prawnymi, kampania Donalda Trumpa zmierzająca do unieważnienia wyborów obejmowała również wywieranie nacisków na wywodzących się z Partii Republikańskiej urzędników z poszczególnych stanów. Trump wzywał w rozmowie telefonicznej sekretarza stanu Georgia, Brada Raffenspergera, by ten „znalazł” 11 780 głosów potrzebnych mu do zwycięstwa w tym stanie; telefonował ponadto do gubernatora Georgii Briana Kempa, nalegając, by zlecił kontrolę podpisów na kartach wyborczych wysłanych drogą korespondencyjną (co wykraczało poza jego uprawnienia) oraz zwołał specjalne posiedzenie stanowego parlamentu w celu unieważnienia wyników wyborów. Trump zwracał się również z prośbą o „pomoc” do spikera izby niższej parlamentu Pensylwanii.
Według sondażu przeprowadzonego przez Uniwersytet Monmouth w okresie 12–16 listopada 2020, 60% Amerykanów uważało, że Joe Biden wygrał wybory uczciwie, zaś 32% utrzymywało, że demokrata swoje zwycięstwo zawdzięcza fałszerstwom wyborczym. Aż 77% wyborców Donalda Trumpa uważało, że zwycięstwo Bidena było wynikiem oszustwa.

## Przebieg

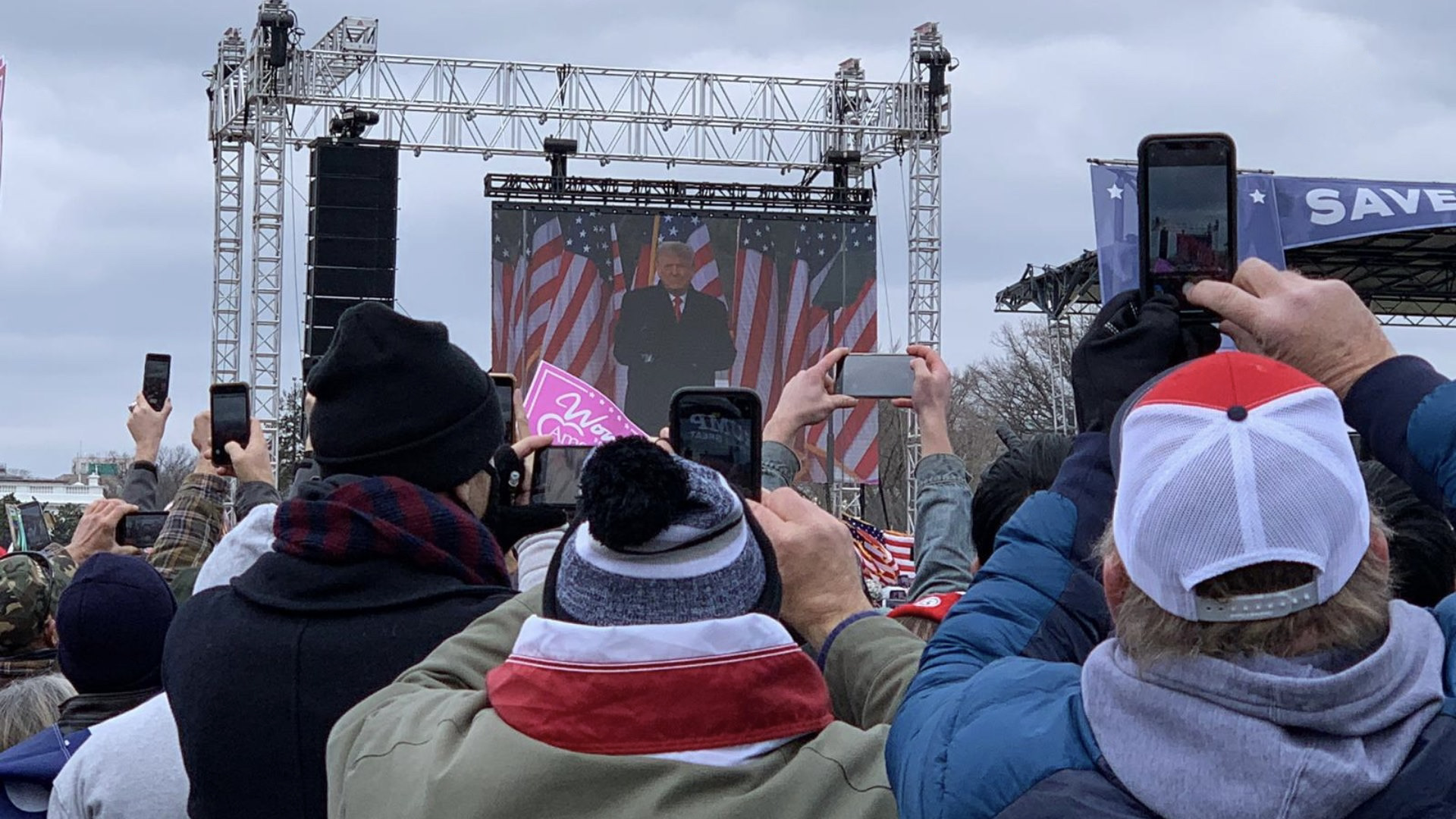
Przemówienie Donalda Trumpa

6 stycznia 2021 roku, w południe czasu miejscowego Donald Trump wygłosił przemówienie do tysięcy swoich zwolenników zgromadzonych przed Białym Domem na wiecu Save America (pol. „Ocalić Amerykę”). W przemówieniu kolejny raz nawiązał do rzekomych fałszerstw wyborczych, jakie miały mieć miejsce podczas wyborów prezydenckich oraz stwierdził, że to on odniósł zwycięstwo, które „rozzuchwaleni, radykalni Demokraci” zamierzają mu odebrać. Trump stwierdził przy tym, że on i popierający go ludzie „nigdy się nie poddadzą i nigdy nie ustąpią”, a także dodał, że „wie, że wszyscy tutaj wkrótce będą patriotycznie i pokojowo maszerować do budynku Kapitolu, aby ich głosy zostały usłyszane”. Przemówienie Trumpa poprzedziło wystąpienie Rudy’ego Giulianiego, który twierdził, że wykorzystane w wyborach z listopada 2020 roku maszyny do liczenia głosów były „wykrzywione”, a także powiedział do ludzi z tłumu, aby „spróbowali walczyć”.

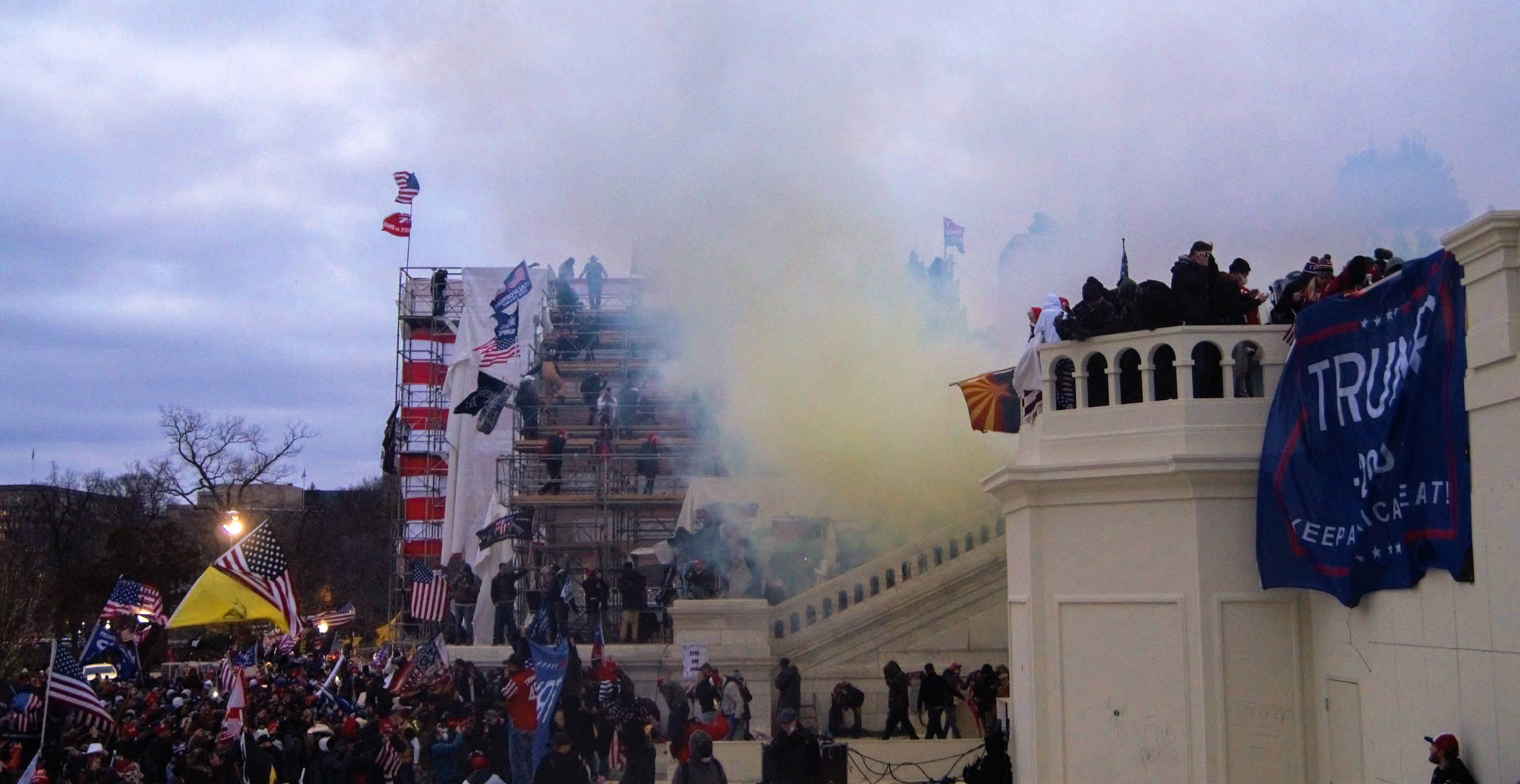
Starcia uczestników ataku z policją przed Kapitolem

Krótko po przemówieniu Donalda Trumpa tłum zaczął maszerować w stronę Kapitolu, będącego siedzibą Kongresu Stanów Zjednoczonych i około 13:10 miejscowego czasu rozpoczął jego szturmowanie po obu stronach, ścierając się ze zgromadzoną przy metalowych barierkach policją Kapitolu, która w celu opanowania sytuacji użyła gazu łzawiącego i gazu pieprzowego.

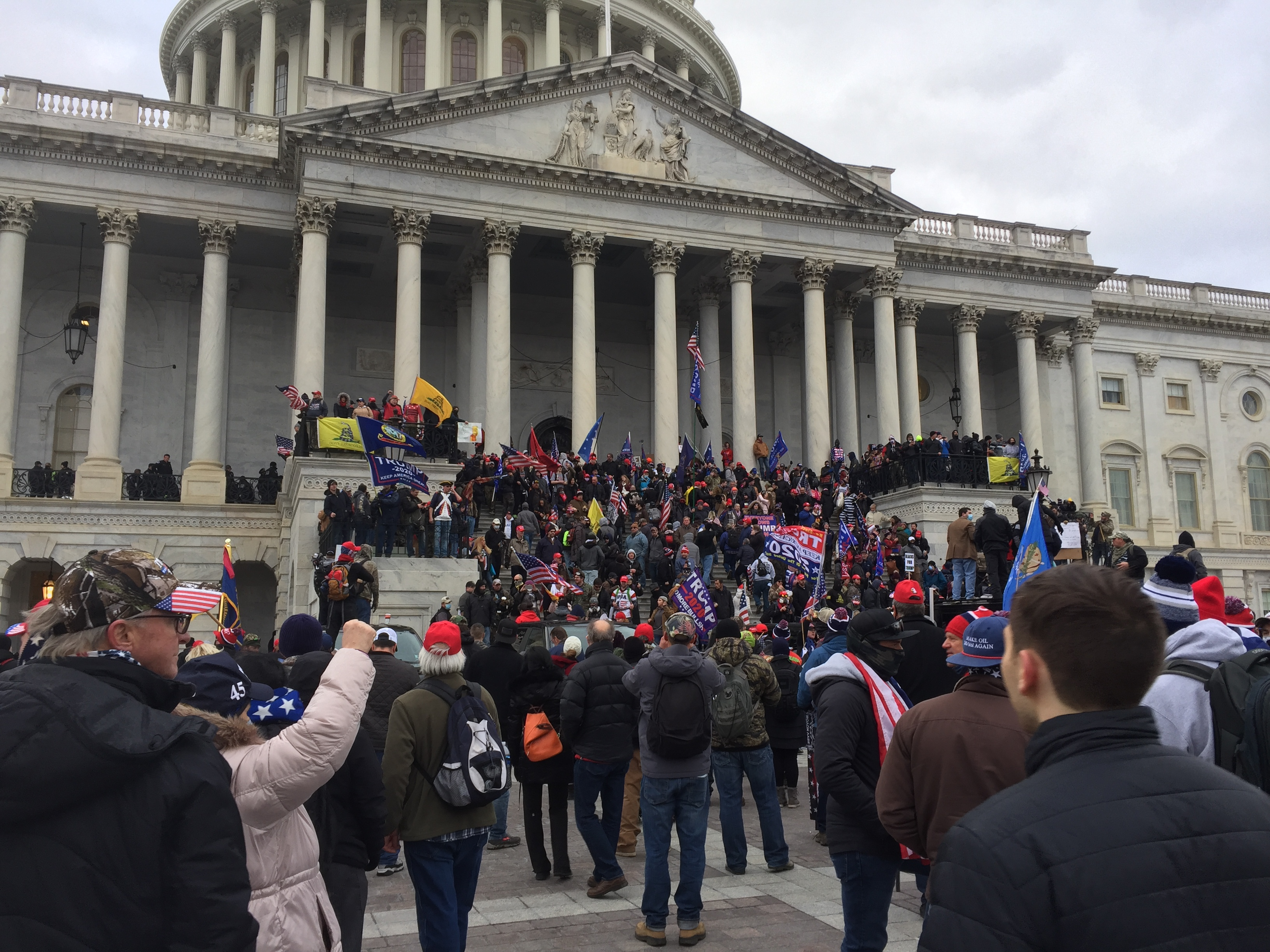
Zwolennicy Donalda Trumpa na schodach Kapitolu

W tym czasie obie izby Kongresu prowadziły rozpoczęte na krótko przed godziną 13:00 wspólne obrady dotyczące zatwierdzenia Joego Bidena jako prezydenta elekta, na których toczono dyskusję na temat liczenia głosów Kolegium Elektorów Stanów Zjednoczonych. Obradom przewodniczył wiceprezydent Stanów Zjednoczonych Mike Pence, od którego Donald Trump zarówno w dniach poprzedzających obrady, jak i podczas przemówienia przed Białym Domem domagał się odrzucenia głosów elektorów ze spornych stanów, w których zwyciężył Joe Biden. W momencie rozpoczęcia szturmu senator Ted Cruz ze stanu Teksas i kongresmen Paul Gosar ze stanu Arizona sprzeciwiali się uznaniu głosów elektorów z Arizony.
Kilka budynków kompleksu Kapitolu Stanów Zjednoczonych zostało ewakuowanych, a protestujący przekroczyli zabezpieczenia ustawione przez policję Kapitolu, aby wtargnąć na teren obiektów Izby Reprezentantów Stanów Zjednoczonych oraz Senatu Stanów Zjednoczonych. Od strony wschodniej tłum przedarł się przez policyjne barykady na Capitol Plaza i wszedł do budynku głównym wejściem, kierując się w stronę sal posiedzeń Izby Reprezentantów i Senatu. W wyniku wtargnięcia tłumu, budynek Kapitolu został zamknięty. W ciągu godziny protestujący przełamali także linie policyjne po zachodniej stronie Kapitolu i wdarli się do budynku, wybijając okna i wyważając drzwi. Następnie, przemieszczając się przez kolejne pomieszczenia budynku z okrzykami USA! i Stop the steal (pol. „Zatrzymać kradzież”), plądrowali biurka senatorów i kongresmenów, zdemolowali gabinet spikerki Izby Reprezentantów Nancy Pelosi oraz biura jej asystentów, wybijali okna, przewracali meble, rabowali dzieła sztuki i należące do polityków komputery oraz dokumenty, a także na krótko przejęli kontrolę nad salą posiedzeń Senatu, gdzie na zmianę pozowali do zdjęć z podniesionymi do góry pięściami na podwyższeniu, na którym zasiada prowadzący obrady Senatu. Niektórzy ze szturmujących Kapitol atakowali gaśnicami policjantów, a także forsowali ustawione przez nich barykady. Na zewnątrz budynku szturmujący wznieśli szubienicę i skandowali Hang Mike Pence! (pol. „Powiesić Mike’a Pence’a!”), a ponadto przebili opony jednego z policyjnych radiowozów, na którego przedniej szybie umieścili również kartkę z napisem PELOSI IS SATAN (pol. „Pelosi jest szatanem”). Niektórzy dopuścili się także pobicia kilku reporterów oraz zniszczenia sprzętu dziennikarskiego.
Część uczestników ataku na Kapitol miała flagę Skonfederowanych Stanów Ameryki, uznawaną przez sporą część Amerykanów za symbol rasizmu oraz flagę Gadsdena, historyczny symbol z czasów rewolucji amerykańskiej, współcześnie wykorzystywany przy okazji różnych protestów politycznych. Niektórzy protestujący nosili koszulki z logiem skrajnie prawicowej, szowinistycznej i neofaszystowskiej organizacji Proud Boys. Wśród osób szturmujących gmach Kapitolu były również osoby z innych skrajnie prawicowych środowisk, m.in. zwolennicy białej supremacji i neonaziści, a także wyznawcy teorii spiskowej QAnon. Jak wynikało z późniejszych relacji oficerów śledczych, obecni byli tam również policjanci po służbie i żołnierze. Z kolei Federalne Biuro Śledcze zaprzeczyło, jakoby w tłumie atakujących były osoby związane z Antifą lub osoby podszywające się pod zwolenników Donalda Trumpa; teorię tę rozpowszechniała część mediów oraz sympatyków ówczesnego prezydenta, w tym niektórzy członkowie Izby Reprezentantów z ramienia Partii Republikańskiej.
Przed godziną 17:00 EST kongresmeni zostali ewakuowani do pobliskiej bazy wojskowej Fort McNair. Przywrócenie porządku na Kapitolu wymagało wsparcia ze strony innych organów ścigania, w tym Departamentu Policji Metropolitalnej. W trakcie wydarzeń na Kapitolu aresztowano 82 osoby, w tym co najmniej 26 na terenie samego budynku. W dodatku w siedzibach Komitetów Narodowych Partii Republikańskiej i Partii Demokratycznej policja odkryła bomby rurowe, zaś w innej części budynku Kapitolu została znaleziona lodówka wypełniona bronią długą i koktajlami Mołotowa. Około godziny 17:40 EST uczestnicy ataku zostali usunięci z Kapitolu przez organy ścigania.
O godzinie 20:00 czasu miejscowego obie izby Kongresu wznowiły przerwane wcześniej obrady, po czym o 3:41 zatwierdziły zwycięstwo Joego Bidena w wyborach prezydenckich z 2020 roku.

### Ofiary śmiertelne i ranni

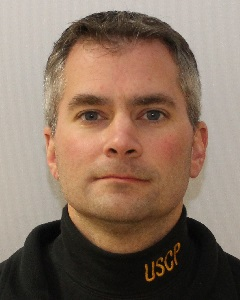
Oficer policji Kapitolu Brian D. Sicknick, jedna z ofiar szturmu zwolenników Donalda Trumpa na Kapitol

W trakcie zamieszek na Kapitolu śmierć poniosło 5 osób:
- jedną z ofiar była 35-letnia Ashli Babbitt, była żołnierka Sił Powietrznych Stanów Zjednoczonych, która na krótko przed godziną 15:00 została postrzelona przez jednego z funkcjonariuszy policji Kapitolu, gdy próbowała przedostać się przez zabarykadowane drzwi Lobby Spikera[31][65];
- kolejna ofiara została stratowana przez tłum;
- pozostałe dwie osoby zmarły z powodu nagłych wypadków medycznych[5].

7 stycznia w szpitalu zmarł oficer policji Kapitolu Brian D. Sicknick, który doznał obrażeń podczas fizycznej potyczki z demonstrantami. Funkcjonariusze Howard Liebengood oraz Jeffrey Smith, którzy brali udział w odparciu szturmu, popełnili samobójstwo. Część kongresmenów oraz dziennikarzy zaliczało te dwa zgony do całkowitej liczby ofiar ataku.
W starciach rannych zostało co najmniej 138 policjantów – 73 funkcjonariuszy policji Kapitolu oraz 65 funkcjonariuszy Departamentu Policji Metropolitalnej – co czyni atak na Kapitol jednym z najtragiczniejszych dni pod względem liczby rannych funkcjonariuszy służb porządkowych od czasu ataków terrorystycznych z 11 września 2001. Obrażenia odniesione przez policjantów obejmowały m.in. rany spowodowane wielokrotnymi uderzeniami kijami lub rurami, rany szarpane, stłuczenia, zwichnięcia kończyn, oparzenia, złamania żeber oraz wstrząśnienia mózgu. Jeden funkcjonariusz po porażeniu paralizatorem dostał łagodnego zawału serca, inny został zakleszczony w drzwiach między napierającym tłumem a resztą funkcjonariuszy, zdarzały się również przypadki kierowania wskaźników laserowych w kierunku oczu policjantów.

## Reakcje

### W Stanach Zjednoczonych
Prezydent elekt Joe Biden wezwał demonstrantów do opuszczenia terenu Kapitolu oraz do uszanowania tradycji demokratycznych. Potępił również stosowanie przemocy podczas protestów. Kilka minut później, w nagraniu udostępnionym za pośrednictwem serwisu Twitter, ustępujący prezydent Donald Trump skierował apel do swoich zwolenników o powrót do domu i zaprzestanie agresywnych działań na terenie stolicy, nie potępiając jednak ich zachowania oraz stwierdzając: „Znam wasz ból, wiem, że jesteście zranieni. Mieliśmy wybory, które nam ukradziono. To było przytłaczające zwycięstwo i wszyscy o tym wiedzą”. Ivanka Trump nazwała na Twitterze osoby, uniemożliwiające Kongresowi prawidłową pracę „patriotami”, po czym wpis usunęła. Byli prezydenci Stanów Zjednoczonych Barack Obama i Bill Clinton skrytykowali postawę oraz działania Donalda Trumpa i części polityków Partii Republikańskiej, uznając je za czynnik, który doprowadził do zamieszek; smutek z powodu tych wydarzeń wyraził również były prezydent z ramienia Partii Republikańskiej, George W. Bush.
6 stycznia 2021, około godziny 14:30 EST burmistrzyni Waszyngtonu Muriel Bowser poinformowała o wprowadzeniu godziny policyjnej od godziny 18:00 do 6:00 czasu wschodniego. Gubernator Wirginii, Ralph Northam również wprowadził w Alexandrii i hrabstwie Arlington godzinę policyjną od 18:00 do 6:00 EST. Aby wesprzeć waszyngtońskie organy ścigania gubernatorzy Maryland, Nowego Jorku, Wirginii i New Jersey wysłali do Dystryktu Kolumbii oddziały policji i Gwardii Narodowej.
W związku z rolą, jaką Donald Trump odegrał podczas wydarzeń z 6 stycznia, wśród członków Kongresu i rządu pojawiły się apele i dyskusje nad odsunięciem go od władzy w drodze impeachmentu lub 25. poprawki do Konstytucji Stanów Zjednoczonych. W reakcji na treści, jakie Donald Trump zamieszczał w mediach społecznościowych w dniu ataku na Kapitol oraz kolejnych dniach Twitter, Facebook i Instagram zdecydowały o trwałym lub czasowym zablokowaniu jego kont w owych serwisach.
W związku z wydarzeniami z 6 stycznia 2021 swoje rezygnacje złożyły: Elaine Chao (sekretarz transportu) i Betsy DeVos (sekretarz edukacji).
Śledztwo Departamentu Sprawiedliwości mające na celu zidentyfikowanie i ukaranie uczestników szturmu zostało określone przez przedstawicieli Departamentu jako jedno z największych w historii USA. Zabezpieczonych zostało ponad 15 000 godzin nagrań z kamer monitoringu oraz kamer funkcjonariuszy. Do 23 kwietnia w stan oskarżenia postawionych zostało 440 osób; najwięcej oskarżonych pochodzi ze stanów Floryda, Pensylwania oraz Teksas. Oskarżenia obejmują zarówno wykroczenia niskiego szczebla, np. wtargnięcie do budynku federalnego bez pozwolenia i próby zakłócenia posiedzenia Kolegium Elektorów, jak i poważniejsze przestępstwa, w tym działalność konspiracyjną, zniszczenie rządowego mienia oraz napaść na funkcjonariuszy służb porządkowych. Prokuratura w Georgii wszczęła śledztwo w sprawie próby wpłynięcia na wyniki wyborów w tym stanie, które obejmuje rozmowę telefoniczną między Donaldem Trumpem a Bradem Raffenspergerem. Dyrektor Federalnego Biura Śledczego Christopher A. Wray stwierdził, że „ten atak, to oblężenie było zachowaniem przestępczym (...) i my, FBI, postrzegamy je jako terroryzm krajowy”.
2 lutego w rotundzie Kapitolu została wystawiona trumna z ciałem oficera Briana D. Sicknicka, który zmarł w wyniku odniesionych obrażeń dzień po ataku. Prezydent Joe Biden wraz z żoną złożyli hołd funkcjonariuszowi.

### Międzynarodowe
- Australia – premier Scott Morrison potępił zamieszki i napisał, że oczekuje na pokojowe przekazanie władzy nowo wybranej administracji[90].
- Austria – kanclerz Sebastian Kurz nazwał szturm na Kapitol „niedopuszczalnym atakiem na demokrację”[90].
- ChRL – rzeczniczka chińskiego MSZ Hua Chunying(inne języki) powiedziała: „Chiny życzą Amerykanom, by mogli jak najszybciej cieszyć się pokojem, stabilnością i bezpieczeństwem”. Poradziła również, by Amerykanie przypomnieli sobie, co ich politycy i media mówiły w 2019 roku na temat protestów w Hongkongu[91][92].
- Czechy – premier Andrej Babiš napisał, że szturm na Kapitol był „bezprecedensowym i niedopuszczalnym atakiem na demokrację”[93]. Minister spraw zagranicznych Tomáš Petříček stwierdził, że wydarzenia z USA nie są dobrym przykładem dla państw, w których toczy się walka o demokrację oraz wyraził zdumienie niedostateczną ochroną budynków Kongresu[90].
- Francja – prezydent Emmanuel Macron w wystąpieniu wideo stwierdził, że „to, co (...) wydarzyło się w Waszyngtonie, bez wątpienia nie jest amerykańskie” oraz wyraził wiarę w siłę demokracji Stanów Zjednoczonych[93]. Minister spraw zagranicznych Jean-Yves Le Drian potępił wydarzenia z 6 stycznia oraz oświadczył, że „głos i wolę narodu amerykańskiego należy szanować”[90].
- Hiszpania – premier Pedro Sánchez napisał, że z niepokojem śledził wydarzenia rozgrywające się na Kapitolu oraz stwierdził, że Joe Biden „przezwycięży czas napięcia, jednocząc naród amerykański”[90].
- Iran – prezydent Hasan Rouhani stwierdził, że „to, co widzieliśmy w Stanach Zjednoczonych (...) pokazuje przede wszystkim jak bardzo krucha i delikatna jest zachodnia demokracja”[90].
- Izrael – premier Binjamin Netanjahu określił atak na Kapitol jako „haniebny akt, który należy stanowczo potępić”[93].
- Japonia – przedstawiciel rządu Katsunobu Katō(inne języki) wyraził zaniepokojenie wydarzeniami w Waszyngtonie oraz nadzieję, że przekazanie władzy w USA nastąpi w sposób pokojowy[90].
- Kanada – premier Justin Trudeau określił wydarzenia mianem „ataku na demokrację”[93].
- Niemcy – kanclerz Angela Merkel stwierdziła, że atak zwolenników Trumpa na Kapitol wprawił ją „w złość i smutek” oraz wyraziła ubolewanie, że prezydent Trump nie przyznał się do swojej porażki[93]. Minister spraw zagranicznych Heiko Maas oświadczył, że „Trump i jego zwolennicy muszą w końcu zaakceptować decyzję amerykańskich wyborców i przestać deptać demokrację”[90].
- Polska – prezydent Andrzej Duda stwierdził, iż wydarzenia z 6 stycznia to „wewnętrzna sprawa Stanów Zjednoczonych, które są państwem demokratycznym i praworządnym” oraz że „Polska wierzy w siłę amerykańskiej demokracji”[93].
- Rosja – rzeczniczka rosyjskiego MSZ, Marija Zacharowa, uznała wydarzenia na Wzgórzu Kapitolińskim za wewnętrzną sprawę Stanów Zjednoczonych, jednocześnie stwierdzając, że tamtejszy system wyborczy „jest archaiczny, nie odpowiada współczesnym standardom demokratycznym i umożliwia dopuszczanie licznych naruszeń”[94].
- Słowacja – prezydent Zuzana Čaputová napisała, że szturm na Kapitol pokazuje „jak niebezpieczna jest retoryka nienawiści”[93].
- Szwecja – premier Stefan Löfven stwierdził, że za wydarzenia w Waszyngtonie „znaczną odpowiedzialność” ponosi Donald Trump oraz wielu kongresmenów[90].
- Wielka Brytania – premier Boris Johnson oraz minister spraw zagranicznych Dominic Raab potępili zamieszki, określając je mianem „haniebnych scen” oraz „brutalnych prób udaremnienia legalnego i właściwego przekazania władzy”[93].
- Włochy – premier Giuseppe Conte napisał, iż śledził wydarzenia rozgrywające się w Waszyngtonie „z wielkim niepokojem”. Stwierdził, że „przemoc jest nie do pogodzenia z korzystaniem z praw i swobód demokratycznych”[93].

Przedstawiciele Organizacji Państw Amerykańskich, NATO, Unii Europejskiej i Organizacji Narodów Zjednoczonych wyrazili swój sprzeciw wobec przemocy i bezprawnego szturmu Kapitolu przez zwolenników Trumpa.

## Konsekwencje
11 stycznia 2021 roku Partia Demokratyczna złożyła wniosek o wszczęcie procedury impeachmentu wobec Donalda Trumpa za podżeganie do powstania. Artykuł impeachmentu został przegłosowany przez Izbę Reprezentantów 13 stycznia, co czyni z Donalda Trumpa pierwszego prezydenta Stanów Zjednoczonych, który został postawiony w stan oskarżenia dwukrotnie (poprzedni raz w 2019 roku).